# American way

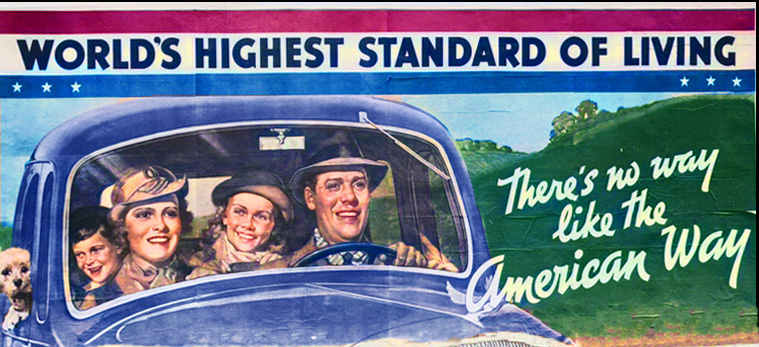
Foto del cartellone di propaganda dell'American way estratto dalla foto "World’s Highest Standard of Living" scattata da Margaret Bourke-White che apparve per la prima volta nel numero di febbraio 1937 di Life Magazine

American way of life (o anche American way, traducibili con "Stile di vita statunitense" e "All'americana"), termine che fa riferimento all'ethos nazionalista proprio degli Stati Uniti d'America, che intende aderire ai principi di Vita, libertà e ricerca della felicità. Il termine ha qualche nesso con il concetto di eccezionalismo americano e del sogno americano e si espressero nei maccartistici anni cinquanta.
In teoria non si potrebbe parlare di 'stile di vita statunitense' più di quanto non si possa parlare di 'stile' di una qualunque altra nazione.
Proprio in quanto è in qualche modo possibile far rientrare sotto la definizione di American way of life qualsiasi aspetto della cultura, degli usi e dei costumi del popolo statunitense, nonché le caratteristiche dell'organizzazione sociale e statale (sanità, educazione, ecc.), il termine viene usato sia con connotazioni negative (soprattutto fuori dagli USA da parte dei critici), sia con connotazioni positive (dalla popolazione statunitense e dai sostenitori degli USA).
Poiché, come ogni altra nazione o popolazione, quella statunitense ha nel suo complesso aspetti che possono essere valutati favorevolmente o sfavorevolmente, la connotazione positiva o negativa del termine si ottiene con un processo di stereotipizzazione, ponendo l'accento su alcune peculiarità dello "stile di vita statunitense" piuttosto che su altre.

## Storia
Durante il periodo della guerra fredda, l'espressione era comunemente usata dalla propaganda mediatica per evidenziare le differenze nei tenori di vita delle popolazioni degli Stati Uniti e dell'Unione Sovietica. A quel tempo, la cultura popolare statunitense aveva ampiamente abbracciato l'idea che chiunque, indipendentemente dalle circostanze della sua nascita, avrebbe potuto aumentare significativamente il suo tenore di vita attraverso la determinazione, il duro lavoro e la capacità naturale. Nel settore dell'occupazione, questo concetto è stato espresso nella convinzione che un mercato competitivo, dovrebbe promuovere il talento individuale e un rinnovato interesse per l'imprenditorialità. Politicamente, ha preso la forma di una fede nella superiorità di una libera democrazia, fondata su un'espansione produttiva ed economica senza limiti.
Un influente libro del 1955, Protestantesimo, cattolicesimo e giudaismo di Will Herberg, identificava politicamente l'American Way of Life, come un composto di democrazia e libera impresa", come "religione comune" della società americana:
(Herberg , pg. 79)
Come osserva un commentatore, "la prima metà della dichiarazione di Herberg è ancora vera quasi mezzo secolo dopo la sua prima formulazione"; nonostante "le affermazioni di Herberg siano state gravemente se non del tutto compromesse ... il materialismo non ha più bisogno di essere giustificato in modo così altisonante".
Nella relazione annuale del 1999, l'archivista John W. Carlin della National Archives and Records Administration scrive:

## Tratti fondamentali
Il capitalismo popolare, il piccolo risparmio investito in Borsa, è stato per mezzo secolo un tratto fondamentale dell'American Way of life.
Nel libro Duluth: tutta l'America in una città, Gore Vidal fa un affresco satirico dell'American way of life. I personaggi topici della vita sociale statunitense, il sindaco, il capitano di polizia, il giornalista, il riccone, la moglie insoddisfatta del riccone, gli emarginati di colore e i messicani creano una serie esilarante di intrighi assurdi, visti attraverso la lente devastante di una serie televisiva come Dallas. Vidal descrive alcuni tratti della nuova American way come la droga, il gioco d'azzardo, il terrorismo, l'alta moda, in una schiamazzante miscela di vacuità e di spiritosi sberleffi.